# Скало Феровијарио Грасано-Гарагузо (Матера)
Скало Феровијарио Грасано-Гарагузо (итал. Scalo Ferroviario Grassano-Garaguso) је насеље у Италији у округу Матера, региону Базиликата.
Према процени из 2011. у насељу је живело 45 становника. Насеље се налази на надморској висини од 195 м.